# Micippa philyra
Micippa philyra is een krabbensoort uit de familie van de Majidae. De wetenschappelijke naam van de soort is voor het eerst geldig gepubliceerd in 1803 door Herbst.